# HMS Retalick (K555)
Le HMS Retalick est un frégate de classe Captain de la Royal Navy. Construit à l'origine comme un destroyer de classe Buckley de l'United States Navy, il sert dans la Royal Navy de 1943 à 1945.

## Histoire
Le navire est construit sous le nom de chantier DE-90 par Bethlehem Hingham Shipyard à Hingham (Massachusetts) le 21 juillet 1943 et mis à l'eau le 9 octobre 1943. Il est transféré au Royaume-Uni dans le cadre du programme Lend-Lease le 8 décembre 1943.
Mis en service dans la Royal Navy sous le commandement du lieutenant John Studholme Brownrigg,  en tant que frégate HMS Retalick (K555) le 8 décembre 1943, en même temps que son transfert, le navire sert pour la patrouille et l'escorte pendant le reste de la Seconde Guerre mondiale.
Il participe notamment au débarquement de Normandie. Le 29 août 1944, il intercepte les forces navales allemandes qui tentent de s'échapper du Havre alors qu'il patrouille avec le Cattistock.
La Royal Navy rend le Retalick à l'US Navy le 25 octobre 1945.
La marine américaine raie le Retalick de son registre le 19 décembre 1945. Il est vendu le 7 mai 1946 pour être mis au rebut.